# Бердянське повстання
Бердянське повстання (квітень 1918 року) — збройний виступ проти влади більшовиків у Бердянську навесні 1918 року.
Причиною повстання зростаюче невдоволення мешканців Бердянська політикою підконтрольного РКП(б) міської ради, зокрема — узурпацією влади більшовиками, здирництва харчів й матеріальних цінностей (за Брестським миром, місто переходило під владу Української держави з зайняттям німецькими військами, тому більшовики прагнули максимально вивезти або знищити майна перед своїм відходом). Головною політичною силою виступу стали меншовики, відсунуті прихильниками РКП(б) від правління містом, головною військовою силою повстання — «Бердянський союз покалічених воїнів» (тобто ветеранів Першої світової війни) на чолі якого стояли полковник Аристарх Абольянц й унтерофіцер Панасенко.
Заплановане заздалегідь, повстання почалося 18 квітня. Після нетривалої перестрілки учасники «спілки покалічених воїнів» й приєднані до них містяни роззброїли прихильників радянської влади. Члени більшовистської бердянської ради (25 осіб) були заарештовані. Влада знову перейшла колишній міській думі. Одному з найактивніших більшовиків Бердянська, Рудольфу Тольмацу, вдалося втекти до розташованих біля міста загону «червоних» партизанів на чолі з Олексієм Мокроусовим. Загін Мокроусова, що мав баржу з встановленими на ній двома гарматами, здійснив напад на місто, проте після перестрілки був змушений відійти. Під час цього бою загинуло не менше 10 учасників «Спілки покалічених воїнів», включно з унтерофіцером Панасенко. Крім того, місто піддалося артилерійському обстрілу з встановлених на баржі гармат.
За бердянським істориком-краєзнавцем Іваном Сенченко, руйнування і жертви, викликані цим обстрілом, сильно змінили ставлення містян до арештованих більшовиків. Якщо до цього влада схилялася до громадського суду, то після нападу Мокроусова стали вимагати негайного розстрілу. Також, стало відомо, що узбережжям Озівського моря з Румунії до Наддоння рухається білогвардійський загін полковника Дроздовського. Полковник Абольянц телеграфував Дроздовському про повстання у місті й закликав його рухатися до Бердянську швидше.
Після того як дроздовці зайняли місто, з відома міської влади без бою, полковник Дроздовський зазначав у щоденнику:
Взаємні відносини: Виконавчий Комітет та видатні діячі інвалідів з нами у дружбі, допомагають у всьому. Місто все ж веде подвійну політику, бажаючи врятувати заарештованих комісарів, інваліди наполягають на їх страті.
У результаті частина членів «Спілки покалічених воїнів» (яких Дроздовський, відповідно до прийнятої на початку XX сторіччя термінології, називає «інвалідами») приєдналася до його загону, а заарештованих більшовиків було вирішено розстріляти. Деякі з них втекли з в'язниці раніше за допомогою меншовика Кисиленко. Двох вирішено було зберегти, оскільки вони раніше запобігли побиттю офіцерів на Бердянському рейді. 19 більшовиків було розстріляно в селі Куце, у день відходу дроздовців з Бердянська — 24 квітня 1918 року. Через день Бердянськ було зайнято австрійцями.